# باشگاه فوتبال یونیورسیداد ناسیونال
باشگاه فوتبال اونیورسیداد ناسیونال (اسپانیایی: Club Universidad Nacional‎) مشهور به پوماس و به طور ساده پوماس اونام، یک باشگاه فوتبال در شهر مکزیکو سیتی، مکزیک است.
این باشگاه که در سال ۱۹۵۴ تأسیس شده سابقه ۷ قهرمانی در دسته برتر فوتبال مکزیک را در کارنامه دارد.